# Luiz Henrique Nogueira
Luiz Henrique Nogueira (Rio de Janeiro, 6 de novembro de 1966) é um ator e produtor brasileiro. Conhecido por seus trabalhos nas telenovelas Senhora do Destino, como o carnavalesco Bira, Prova de Amor, como o gago Pestana, e Cheias de Charme como o assistente musical Laércio.

## Filmografia
| Ano  | Título               | Personagem                                           | Ref.  |
| ---- | -------------------- | ---------------------------------------------------- | ----- |
| 1994 | Incidente em Antares | Luís                                                 |       |
| 1997 | Anjo Mau             | Dani (participação)                                  |       |
| 1998 | Você Decide          | Daniel (Episódio: O Escândalo)                       | [ 1 ] |
| 2002 | Sabor da Paixão      | Sancho                                               | [ 2 ] |
| 2003 | Agora É Que São Elas | Beto                                                 |       |
| 2004 | Senhora do Destino   | Ubiracy de Freitas (Bira)                            | [ 2 ] |
| 2005 | Prova de Amor        | Vicente Pestana (Gago)                               | [ 2 ] |
| 2007 | Luz do Sol           | Otávio Alencar                                       | [ 2 ] |
| 2010 | Tempos Modernos      | Dr. Mendoncinha                                      | [ 2 ] |
| 2011 | Insensato Coração    | Nicolas                                              | [ 2 ] |
| 2012 | Cheias de Charme     | Laércio Migon                                        | [ 3 ] |
| 2013 | Saramandaia          | Belisário Camargo (Homão)                            | [ 4 ] |
| 2014 | Geração Brasil       | Sílvio Pacheco Marra                                 | [ 5 ] |
| 2019 | Verão 90             | Jofre Araújo de Oliveira Souza Alcântara (Cachorrão) | [ 6 ] |
| 2023 | A Vida pela Frente   | Álvaro                                               |       |
| 2026 | Coração Acelerado    | Zeca                                                 |       |

## Curiosidades
- Foi produtor de elenco em Madame Satã, filme brasileiro de 2002.
- Para fazer o personagem Vicente Pestana na novela Prova de Amor, teve que se consultar com uma fonoaudióloga, já que seu personagem possuía gagueira.
- Na telenovela Saramandaia seu personagem Belisário aparece apenas sua cabeça, porque seu personagem já havia morrido.